# Çelebi-Sultan-Mehmed-Moschee

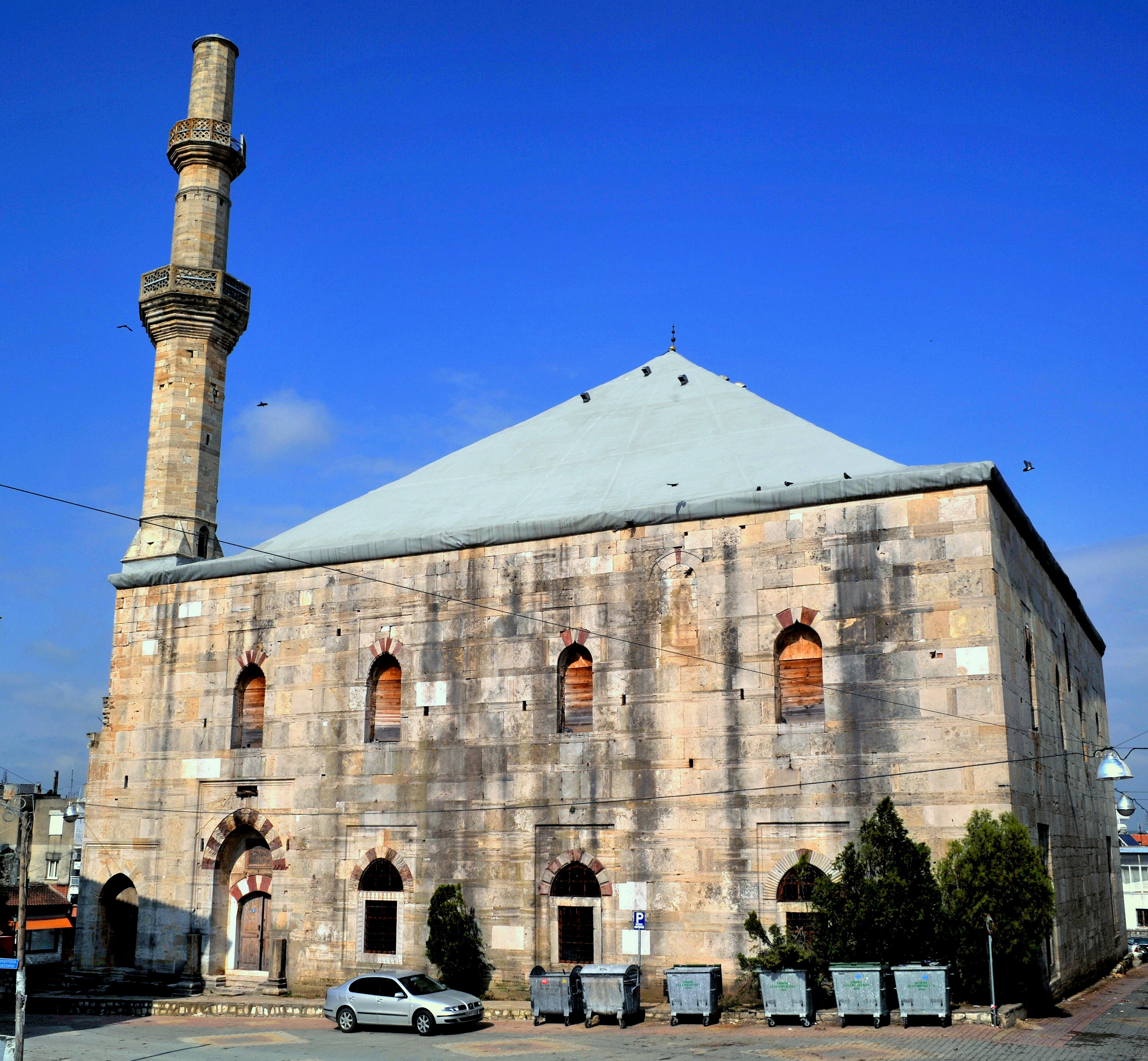
Die Rückseite der Çelebi-Sultan-Mehmed-Moschee

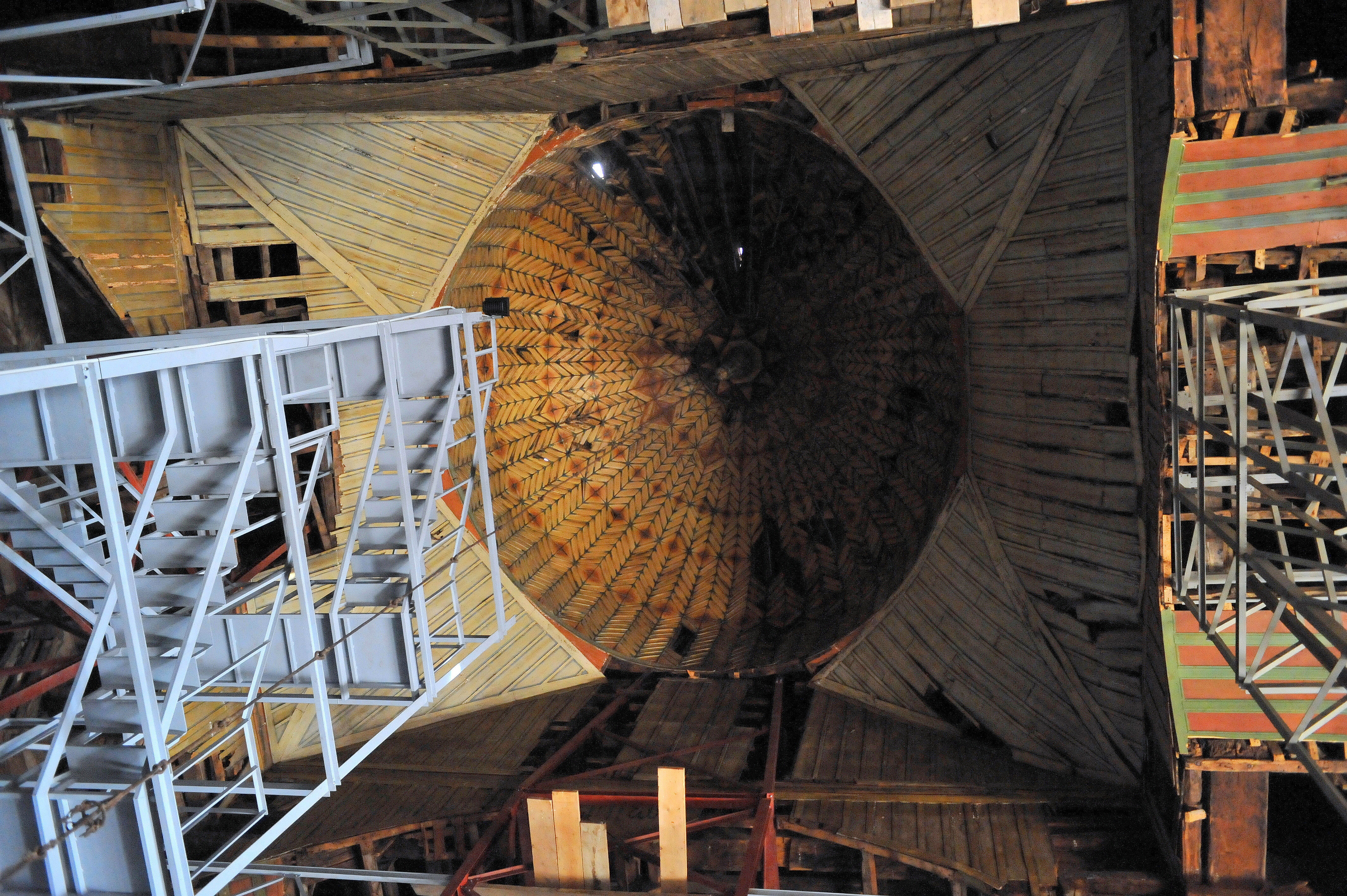
Die hölzerne Innenkuppel

Die Çelebi-Sultan-Mehmed-Moschee oder Bayezid-Moschee (griechisch Τέμενος Βαγιαζήτ, türkisch Çelebi Sultan Mehmed Camii) ist eine osmanische Moschee in Didymoticho. In griechischen Archiven erscheint die Moschee unter dem Namen Camii Mehmed I (Τέμενος Μεχμέτ Α').
Die Moschee befindet sich am Hauptplatz des Ortes. Sultan Mehmed I. ließ die Moschee zwischen den Jahren 1420 und 1421 durch den Architekten Ivaz Pascha errichten. Sie ist heute die älteste osmanische Moschee auf europäischem Boden, ihre Errichtung fällt vor die osmanische Eroberung von Konstantinopel 1453. Die Moschee besteht aus einer rechteckigen Gebetshalle und einem Minarett. Die Grundfläche beträgt 1000 m².
Die Tatsache, dass das Gebäude keine Kuppel, sondern ein Pyramidendach hat, und dass dem Gebäude ein Portikus fehlt, ist für manche Wissenschaftler der Beweis, dass das Gebäude nicht nach Plan fertiggestellt wurde. Sultan Mehmet I. starb 1421. Die monumentalen Inschriften der Qiblawand wurden von Scheich Hamdullah entworfen und 1502 eingeweiht.
Ebenso wie die meisten frühchristlichen Bauten befindet sich die Moschee heute in Besitz der staatlichen Antikenverwaltung. Das zuletzt mit Blechen überzogene Dach wurde undicht, sodass 1998 darüber eine Membran aufgezogen wurde, schließlich wurde durch einen Sturm die Spitze des Minaretts zerstört, und herabfallende Trümmer verursachten Risse in der Membran. In einer vorgezogenen Sitzung wurde daher im November 2010 der sofortige Beginn einer denkmalgerechten Sanierung beschlossen.
In der Nacht zum 22. März 2017 kam es in der Moschee zu einem Großbrand, bei dem die einzigartige hölzerne Innenkuppel komplett zerstört wurde. Als Ursache nannte die griechische Presse Fahrlässigkeit bei den Restaurierungsarbeiten. Das griechische Kulturministerium sagte eine umgehende Behebung der Schäden zu. Allerdings gilt die Originalkuppel als unersetzlich.